# Trojúhelníkové číslo

Z počtů bodů daných trojúhelníkovými čísly lze sestavit trojúhelníkové obrazce

Trojúhelníkové číslo je v matematice součet n přirozených čísel od 1 do n.
{\displaystyle T_{n}=1+2+3+\dotsb +(n-1)+n={\frac {n(n+1)}{2}}={\frac {n^{2}+n}{2}}={n+1 \choose 2}}
Jak je vidět z pravého konce tohoto vzorce, každé trojúhelníkové číslo je zároveň kombinačním číslem.
Posloupnost trojúhelníkových čísel v OEIS) pro n = 1, 2, 3… je:
1, 3, 6, 10, 15, 21, 28, 36, 45, 55, ...
Vzorec byl pravděpodobně znám již Pythagorejci v 5. století př.n.l. Německý matematik Karl Friedrich Gauss jej údajně odvodil ve škole, když mu bylo devět let. Učitel žákům udělil práci, ve které měli počítat 1+2+3+…+1000. Po chvíli se Karl Gauss přihlásil se správným řešením. Udělal to tak, že vypočítal 1000·1001:2 = 500500.